# Grubenunglück von Courrières
Das Grubenunglück von Courrières ereignete sich am 10. März 1906 in der Stadt Courrières im nordfranzösischen Département Pas-de-Calais. Mit 1.099 Toten – darunter viele Kinder – war und ist es bis heute die Bergwerkskatastrophe Europas mit den meisten Todesopfern.
(siehe auch Liste von Unglücken im Bergbau).
Betreiber des Bergwerks war die Compagnie des mines de Courrières (gegründet 1852).

## Hergang der Katastrophe
Rund 1.800 Bergleute arbeiteten unter Tage in den miteinander verbundenen Schächten Auguste Lavors, Lavaleresse und Sainte-Barbe in etwa 300 bis 400 m Teufe, als gegen 6:30 Uhr morgens eine gewaltige Kohlenstaubexplosion die Grube erschütterte. Die genaue Ursache der Explosion blieb ungeklärt. Durch die Gewalt der Explosion wurden Fördertürme und Schächte beschädigt. Das Ausmaß der Katastrophe überforderte die lokalen Hilfskräfte, die nicht über Atemschutz verfügten; es wurden Rettungsmannschaften von auswärts angefordert.
Die Rettungsmaßnahmen für die unter Tage eingeschlossenen Bergleute kamen nur stockend voran. Insgesamt konnten etwa 600 Bergleute gerettet werden. Viele von ihnen hatten schwere Verbrennungen und Gasvergiftungen erlitten. Die Bergleute kamen zum überwiegenden Teil aus den umliegenden Siedlungen Billy-Montigny, Sallaumines, Méricourt und Noyelles-sous-Lens. 13 Überlebende (rescapés) wurden 20 Tage nach der Explosion am 30. März gerettet, ein letzter Überlebender am 4. April.
Bereits am 5. März hatte es einen Brand gegeben. Die Bergwerksleitung hatte es abgelehnt, die betroffenen Örter und deren Umkreis zu berieseln. Dieses Unterlassen trug dazu bei, dass die Kohlenstaubexplosion sich derart verheerend ereignen konnte. Viele Bergleute verwendeten Grubenlampen mit offener Flamme trotz des damit verbundenen Risikos, einen Brand oder eine Explosion auszulösen. Es gab schon Jahrzehnte Sicherheits-Grubenlampen; diese waren jedoch teurer als die einfachen Lampen. Vor dem Unglück bestand in einem abgebauten Schacht, der zur Holzlagerung genutzt wurde, ein Grubenbrand, der zu einer Explosion führte. Weitere Explosionen und giftige Gase breiteten sich großflächig aus. Durch fehlende Leitern wurde die Rettung zusätzlich erschwert.
Bei den Begräbnissen kam es zu Protestkundgebungen gegen die Betreibergesellschaft, die beschuldigt wurde, bewusst die Öffnung der blockierten Schächte zu verzögern, um damit die Lagerstättenverluste einzugrenzen. Bei einem Protest am 20. März wurden vier Arbeiter verhaftet.
Das Verfahren gegen die staatlichen Ingenieure wurde am 29. Juli 1906, die Untersuchung der Ursachen des Unglücks am 6. Mai 1907 eingestellt.

## Eine Rettungsmannschaft aus dem Ruhrgebiet

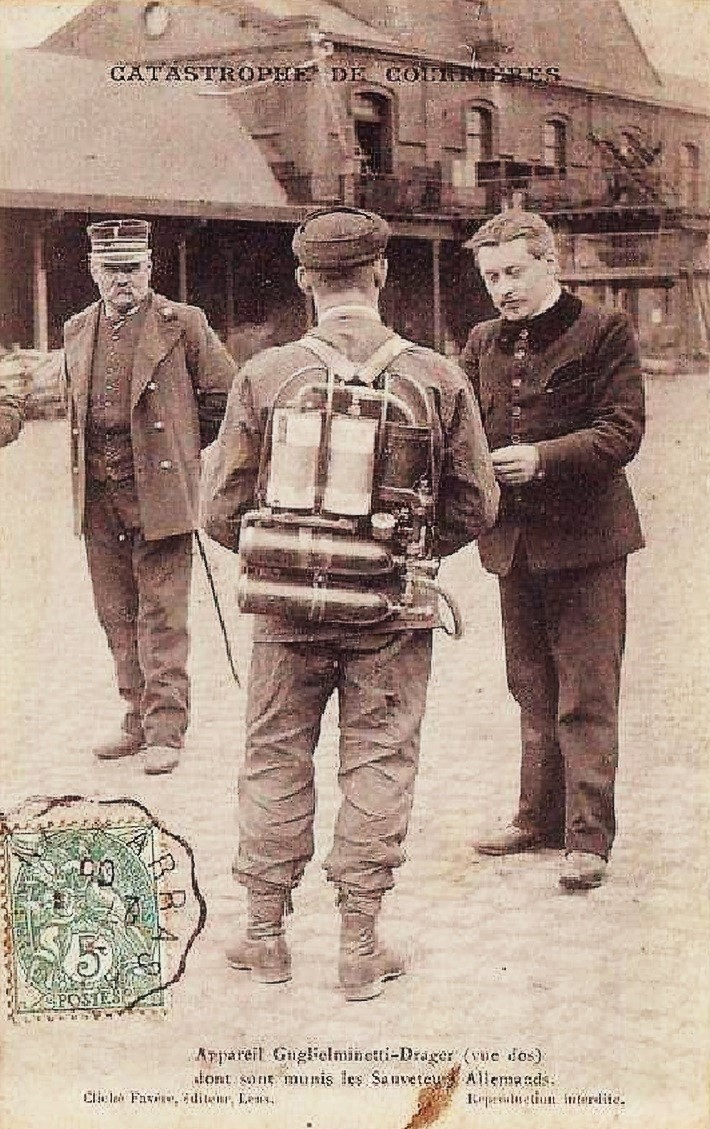
Das Atemgerät Guglielminetti-Dräger

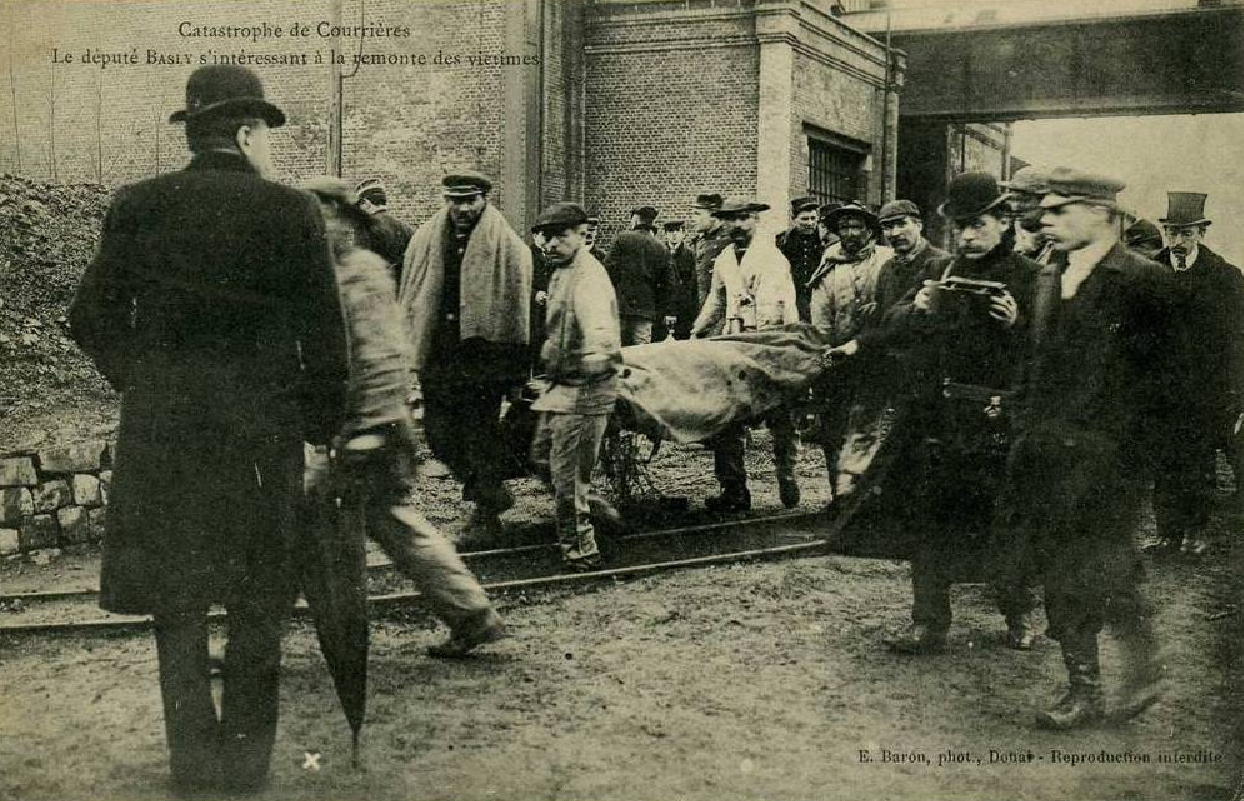
Der Abgeordnete Émile Basly beobachtet die Bergung der Opfer

Auf Initiative des Bergmeisters Konrad Engel (1862–1912), Geschäftsführer des Vereins für bergbauliche Interessen im Oberbergamtsbezirk Dortmund, brach eine aus Freiwilligen bestehende deutsche Rettungsmannschaft von 25 Grubenwehrmännern von den Zechen Shamrock und Rheinelbe der Bergwerksgesellschaft Hibernia unter der Leitung des Bergwerkdirektors Georg Albrecht Meyer der Zeche Shamrock und des Brandinspektors Hugo Koch der Zeche Rheinelbe am Abend des 11. März nach Frankreich auf. Sie drangen mit Hilfe von Sauerstoffflaschen und modernem Rettungsgerät, das in Frankreich damals noch nicht zur Hand war, auf der Suche nach Überlebenden in die Gasschwaden vor und bargen dort Tote.
Der Einsatz der deutschen Bergleute wurde unter anderem durch den französischen Sozialistenführer Jean Jaurès gelobt und fand weltweite Beachtung, auch weil die Beziehungen zwischen der französischen 3. Republik und dem Deutschen Reich wenige Jahre vor Ausbruch des Ersten Weltkrieges sehr angespannt waren (siehe auch Revanchismus).

## Rezeption in der Kunst
Die erste Verfilmung Le Feu à la mine fand 1911 statt. Vor dem Hintergrund der Völkerbundidee thematisierte Georg Wilhelm Pabst im Jahre 1931 die internationale Solidarität mit dem Film Kameradschaft.

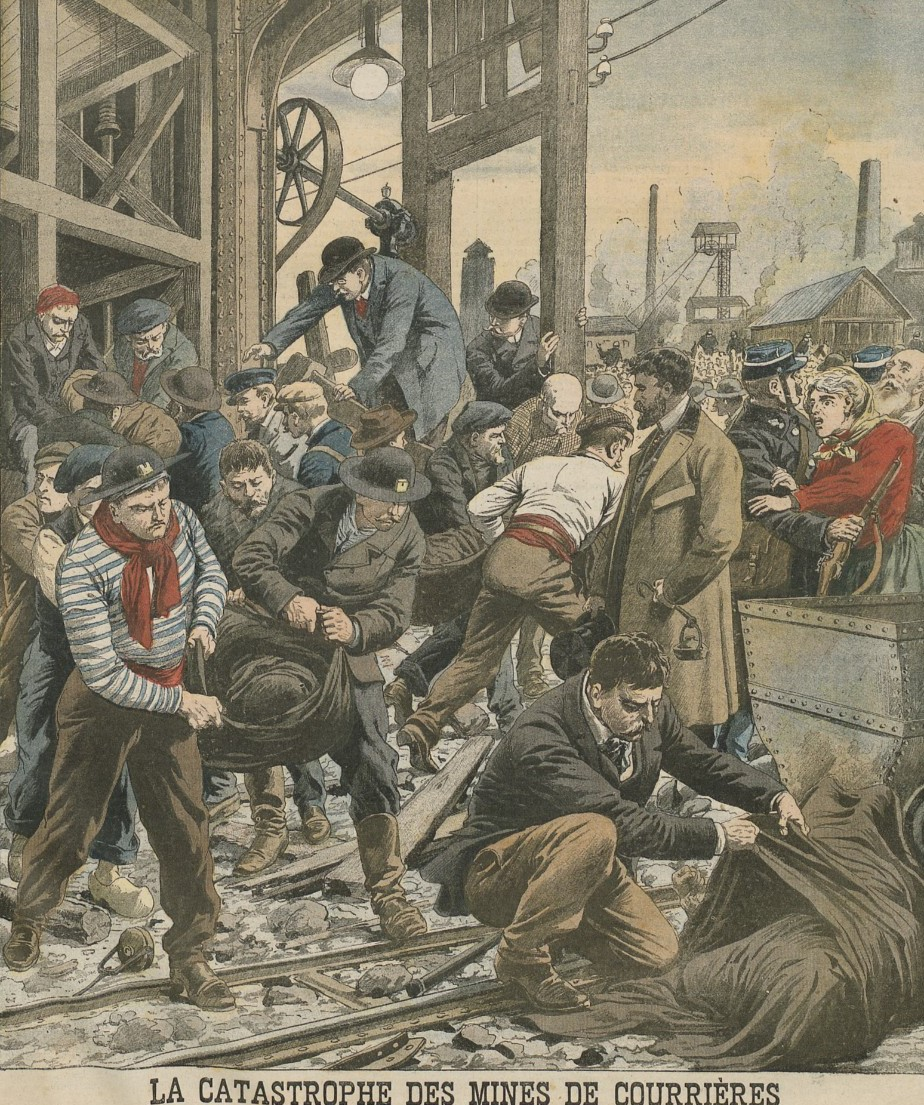
Illustration in Le Petit Journal, 25. März 1906
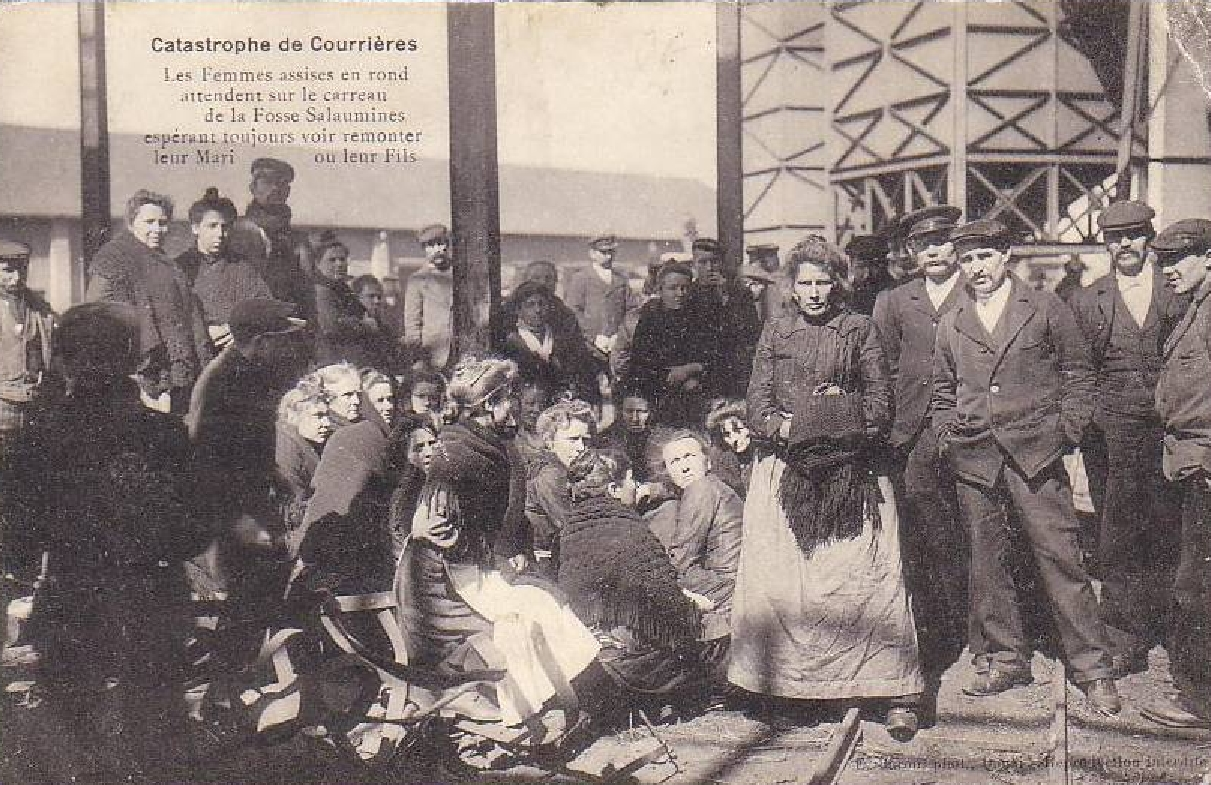
Frauen warten auf die Bergung ihrer Ehemänner und Söhne, 10. März 1906
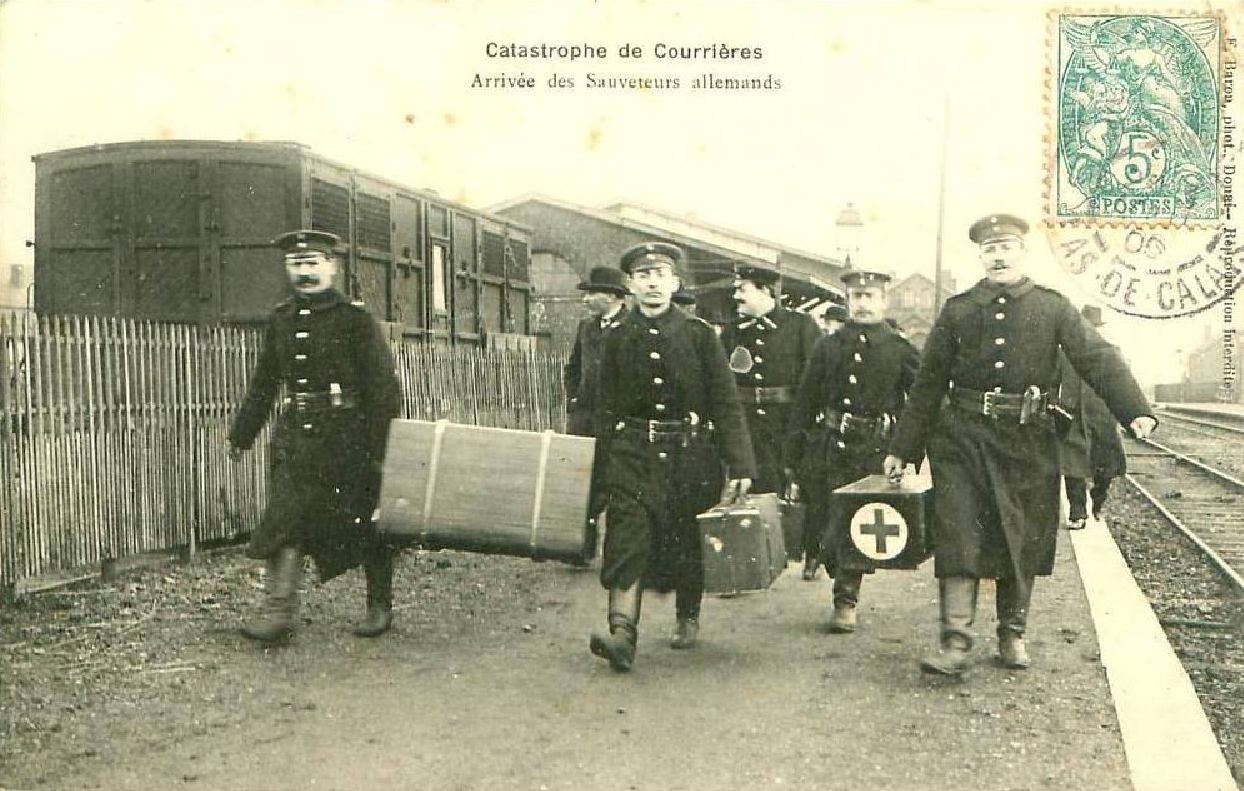
Deutsche Rettungsmannschaft auf dem Weg nach Courrieres
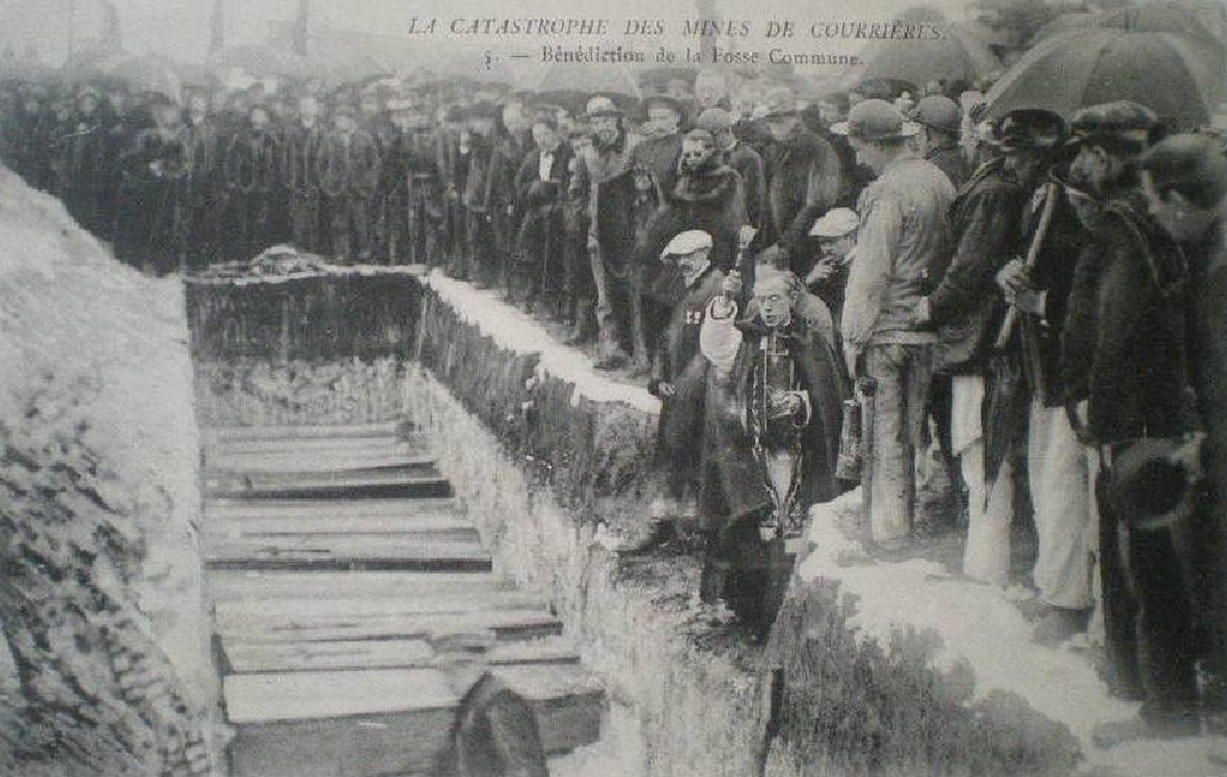
Beisetzung der Opfer am 13. März 1906
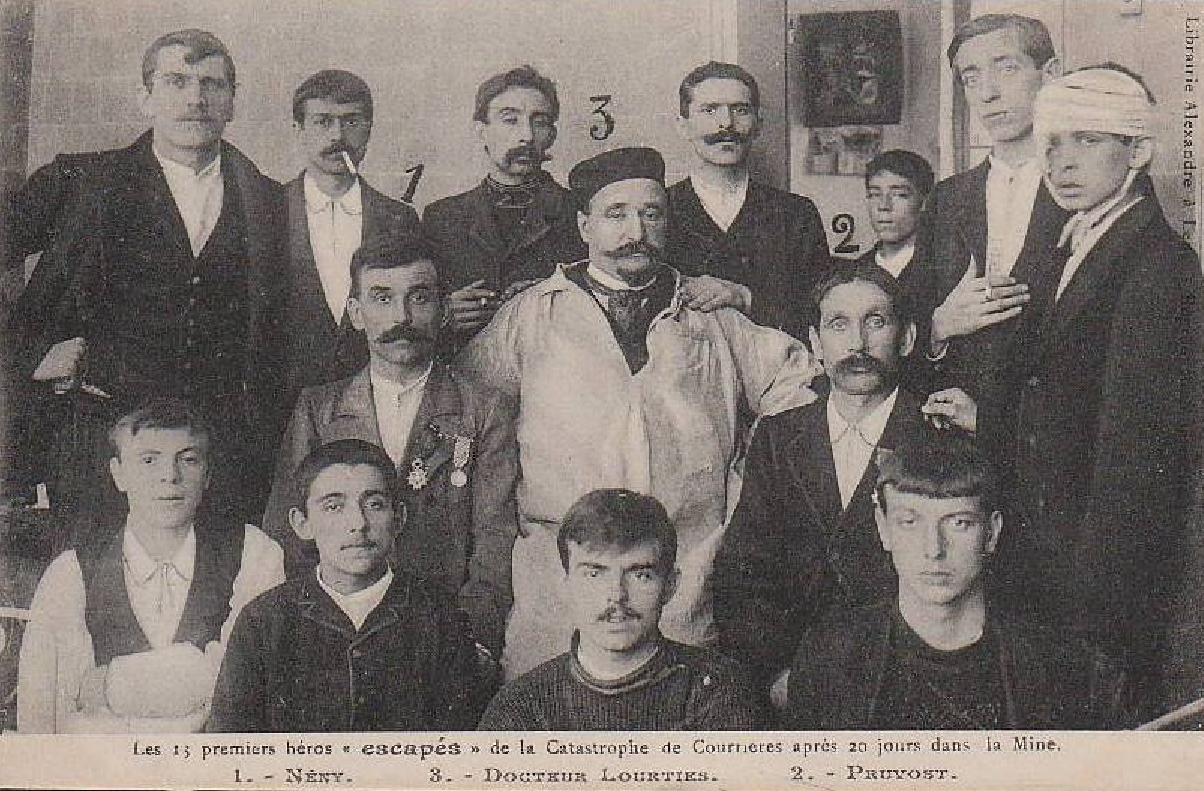
Die 13 Bergleute, die noch am 30. März gerettet wurden.
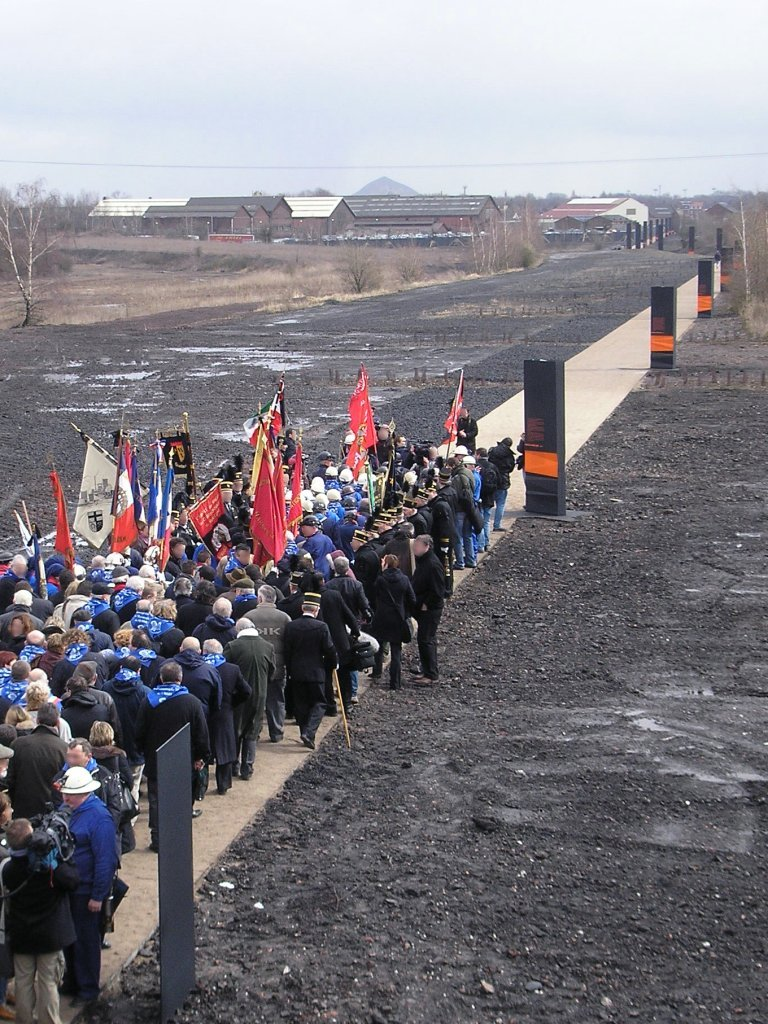
Gedenkstätte „Weg der Überlebenden“, 100. Jahrestag am 10. März 2006

Der französische Komponist Thierry Deleruyelle verarbeitet in seinem Stück „Fraternity“ für Brass Band und Blasorchester das Unglück musikalisch.

## Sonstiges
Nach Ende des Zweiten Weltkriegs (und vor dem Deutsch-französischen Freundschaftsvertrag von 1963) bemühte sich Herne um eine Städtepartnerschaft zu den Städten Lens, Billy-Montigny und Hénin (alle bei Courrières gelegen). Eine Partnerschaft zwischen Hénin und Herne wurde 1954 unterzeichnet. 1971 kam aufgrund der französischen Gebietsreform Beaumont hinzu. Als Anerkennung für dieses Zeichen der deutsch-französischen Freundschaft gab es 1967 die Aristide-Briand-Medaille.
In Herne gibt es eine Courrieresstraße.
Während der Ruhrbesetzung wurden Mitglieder des Rettungstrupps, die passiven Widerstand leisteten (Teilnahme am Generalstreik), von französischen Truppen festgenommen und angeklagt. Angehörige brachten ihnen die Ehrenmedaillen ins Gefängnis, die sie 1906 in Frankreich erhalten hatten; die Männer trugen diese Medaillen, als sie vor dem Richter erschienen. Dieser eröffnete den Prozess nicht, sondern ließ die Männer frei. 